# Charlotte Kady
Charlotte Kady (ur. 25 czerwca 1962 w Lyonie) – francuska aktorka.

## Filmografia
- Rok meduzy (1984)
- Paragraf L.627 (1992)
- Córka d’Artagnana (1994)
- Widmo z kierowcą (1996)
- Kraina indygo (1996)
- Zyskowny interes (1998)
- Na krawędzi prawdy (2002)
- Życie zaczyna się po czterdziestce (2003)